# ドル (フランス)
ドル （Dole、発音表記:dɔl）は、フランス、ブルゴーニュ＝フランシュ＝コンテ地域圏ジュラ県のコミューン。

## 歴史

### 誕生
ローマ時代、街道が交差するドルの地には農村集落があった。Dollaという地名に触れられたのは、ラングル司教ブリュノンの伝記において「ドゥーにあるドル」（Dolle sur le Doubs）の記述で、11世紀後半には別の文書において城の存在に触れている。この要塞がドゥー川を監視していた。ドルはドゥー川谷への入り口にある。曲がりくねった川の流れを見下ろす丘の上にある村や町には、語源であるドル（dol）の名があてられた。
12世紀はドルの大きな前進の時代だった。1120年にはキリスト教会の集会所が移動してきたとみられる。ボーム＝レ＝メシュールのles Perronsの年、サン＝ジョルジュ教会は正式に教区の中心教会となり、教会はドルを封建都市として認識したのである。1130年から、川の水運で運ばれる全ての商品に対して通行料がかけられた。

### 伯爵のコミューン
986年にブルゴーニュ伯爵領が創設された。初期のブルゴーニュ伯たちはドルに住んだのち、グレー、ポリニー、カンジェーに住んだ。伯爵の力が弱まると、神聖ローマ皇帝コンラート2世は11世紀にブザンソンを帝国自由都市として併合した。このため、ドルに首都となる余地が生まれた。ブルゴーニュ伯ルノー3世（在位:1129年 - 1148年）は、ドルに機会を与えた。彼はドルを主たる居住地とし、都市を成長させようと硬い石の壁を築き、商品見本市を始め、ドゥー川沿いに水車を建設し、川に17のアーチを備えた大きな石橋を架けさせた。これがドルの貿易と産業の始まりだった。このときにドルは真の都市となった。ルノー3世が死ぬと、継承問題が生じた。正嫡の子は14歳の娘ベアトリスだけだったのである。ベアトリスは後に神聖ローマ皇帝フリードリヒ1世と結婚し、ブルゴーニュ伯爵領は帝国の一部となった。
その長い治世の間、フリードリヒ1世はドルに数回滞在した。彼はドルの城を拡張させた。フリードリヒ死後の1190年、その子孫が爵位を数代継いだ。偉大な皇帝の最後の子孫アリックス・ド・メラニーは1236年にユーグ・ド・シャロンと結婚し、伯爵による統治が戻った。1274年には郵便料金への助成に関する憲章が与えられた。アリックスの息子オトン5世は、母親とは大きく異なる人物だった。彼はただちに借金を棒引きにさせ、フランス王フィリップ4世と1294年にヴァンセンヌ条約を結んで、王がブルゴーニュ伯爵領を買収する提案に同意したのである。フランス王がドル領主となり、硬貨が変更されるため造幣所が設置された。しかし併合の全ての過程が終わる前に、フィリップ4世が死んだ。オトン4世と妃マオー・ダルトワの娘ジャンヌ2世（のちのフランス王フィリップ5世妃）が伯位を継いだ。彼女はパリで見たものに触発され、1323年に議会を召集した。ジャンヌ2世の娘ジャンヌ3世はブルゴーニュ公ウード4世と結婚し、以後ブルゴーニュ伯爵位はブルゴーニュ公爵が継承していった。

### ブルゴーニュ公国
ブルゴーニュ伯爵とブルゴーニュ公爵が同君となったのは、ディジョンに近いドルに有益であった。しかし運命はドルの側にあった。ペスト流行でブルゴーニュ公フィリップ1世が早世し、継承が絶えたのである。フランス王ジャン2世がブルゴーニュ公国を併合し、21の塔と4つの門をもつ城壁でドルの防衛を強化した。ジャン2世の王子であるフィリップ（豪胆公）がブルゴーニュ公となり、1369年にフランドル女伯マルグリット3世（早世したフィリップ1世の未亡人）と結婚した。1419年から1467年までのフィリップ善良公の長い治世には、ドルも最初の黄金時代を迎えた。文芸を友とする公爵が、華々しく支配したのである。1423年、善良公はドルに大学を設置した。
1477年、シャルル突進公が死ぬと、困難が待っていた。突進公の政策は国を弱体化させていた。ルイ11世はドルの保護を拒否して、同年のうちにドルを包囲した。勇敢なドル市民が侵攻を退けたが、2年後に王は策略を用いて再び軍を差し向けた。靴屋の地下室に逃げた者以外は全てが殺されたという、大虐殺が行われた。ルイ11世はドル市民に家屋の再建を禁じた。地下室に逃れた人々は、シャルル8世の摂政アンヌ・ド・ボージューによって再建を認められた。

### ハプスブルク家

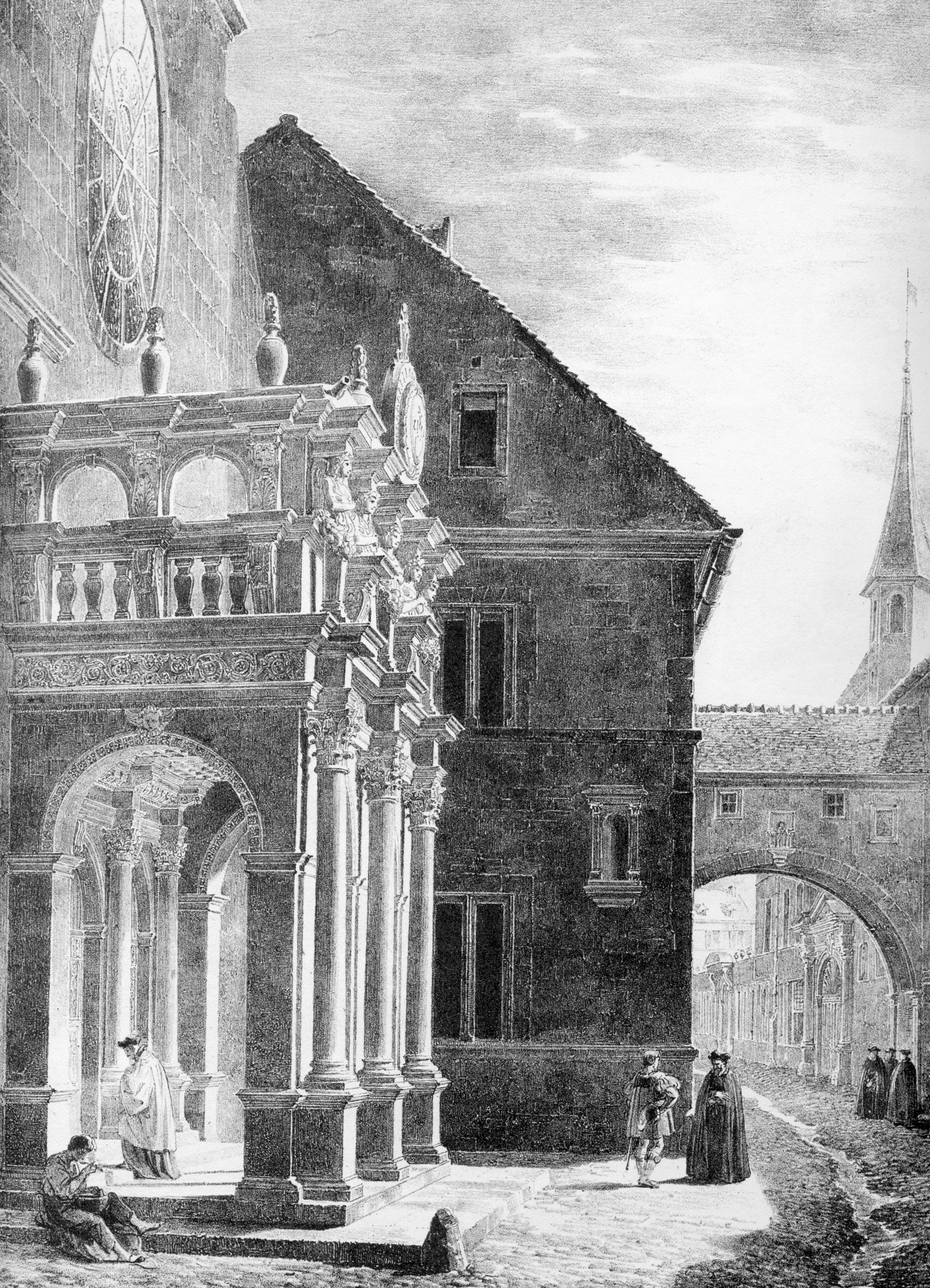
イエズス会の神学校

1493年のサンリス条約によって、フランスはブルゴーニュ伯爵領を神聖ローマ皇帝マクシミリアン1世（突進公の娘マリー女公の夫）へ返還した。ドルの町はゴシック様式で再建された。ノートルダム教会はこの時代のものである。マリーの嫡男フィリップ美公が死ぬと、フィリップの妹マルグリットが公国を治めた。彼女はフランスと交渉を行って「貴婦人によるカンブレーの和約」で中立を保った。
マルグリットの死後に公領を継いだのは甥で神聖ローマ皇帝兼スペイン王のカール5世で、彼はドルをフランス王に立ち向かう能力を持つ軍事拠点として強化することにした。ジェノヴァ人のプレシピアーノが、後のヴォーバンの様式が垣間見える円形要塞建設を行った。フェリペ2世が父の事業を完了させ、町を取り囲む堀にドゥー川の水を引き入れた。フェリペ2世の死後、南ネーデルラント総督およびフランドル伯、フランシュ＝コンテの監督者となったのは王女イサベル・クララ・エウヘニアであった。彼女の治世は繁栄の時代で、多くの学生をひきつける大きな名声を得ていた。卸売市場は香辛料で満ち溢れ、シトー会の神学校、イエズス会の神学校といった教育機関が増加した。市立病院の建設はジャン・ボワヴァンの設計案で行われた。
1633年に総督イサベルが死去した後も、ドールの繁栄は続き、商業が発展し、農業が盛んで市場は品揃えが豊富であったが、危険は門の外にあった。

### フランスによる征服

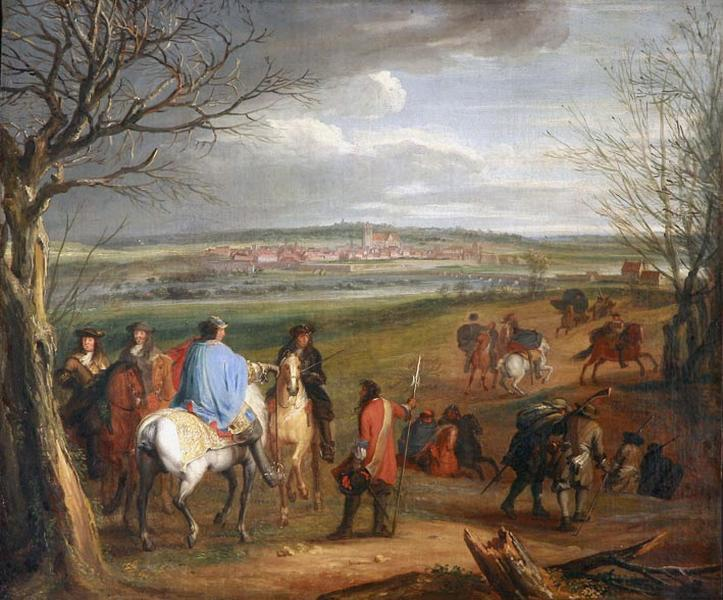
アダム・フランス・ファン・メウレン画、ドル包囲戦

フランス宰相リシュリューは、スペイン・ハプスブルク家が支配するフランシュ＝コンテへの野望を再び露にした。三十年戦争で神聖ローマ帝国は弱体化し、スペイン経済は衰退し始めた。1636年5月27日、コンデ公アンリ2世の軍がドルに到達した。非常に困難な包囲戦が始まった。城壁が頑丈であったため攻城は80日間続き、ペスト流行が猛威を振るった。ドル市民の情熱がフランス軍を退け、彼らは8月15日に野営をやめた。包囲前に4500人であった住民は、662人に減っていた。ドル住民は市を再建した。
都市の生活が続く一方で、安定した家が与えられた。しかし1668年、ルイ14世はフランシュ＝コンテ征服を再開するため、再びカルロス2世の弱さにつけこんだ。2月10日、王はドルに2万人の軍を送り込んだ。ドル側の兵は千人たらずだった。包囲戦は3日間続いた。騎乗のルイ14世はアラン門を通ってドルに入城した。ルイ14世はフランドルをも得ようとヨーロッパと同盟を準備し、低地諸州を監督することにした。王はフランドル伯領を選び、6年後には再びドルを包囲した。1674年6月6日、王はヴォーバンらを引き連れ包囲戦の場にやってきた。7月9日に門が開けられた。
最初、ドル住民はフランス征服によってちっぽけな町のランクに落とされたという屈辱を覚え、フランスに併合されたと感じた。議会が廃止され、高等法院が1676年にブザンソンへ移された。ドルの大学は1691年にブザンソンに再統合され、ドルの造幣所は閉じられた。ハプスブルク家時代に築かれた要塞はヴォーバン指揮のもとで破壊された。ドルの有力家族はブザンソンへ移住した。

## 地理・気候

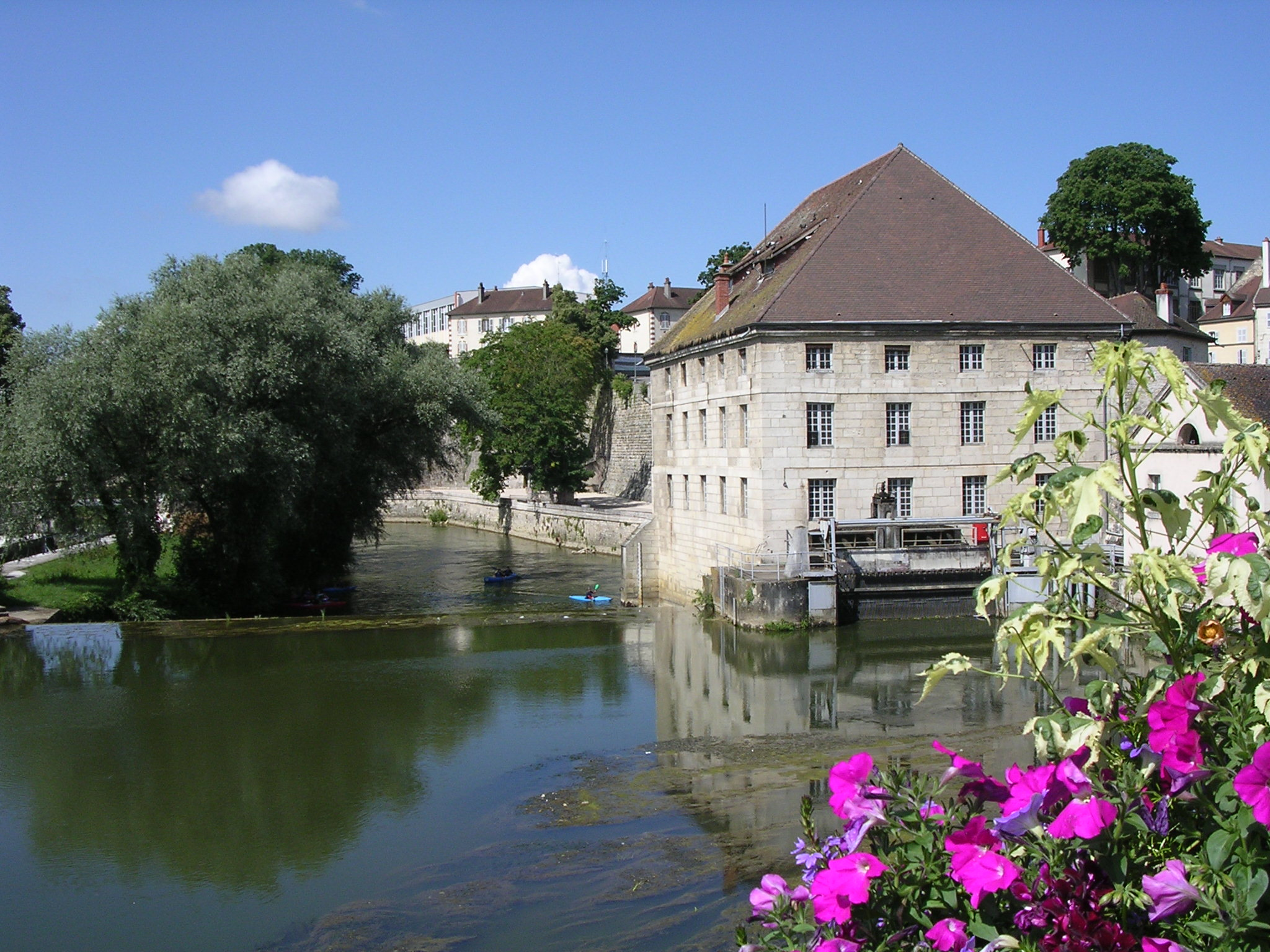
ローヌ＝ラン運河

ドルはドゥー県とローヌ＝ラン運河に接する。ディジョンとブザンソン間45kmの中途にある。ドルはA36とA39のジャンクションであり、パリ＝ローザンヌ間、ディジョン＝ストラスブール間の鉄道路線が通る。
西岸海洋性気候の特性を持ち、2003年8月8日に最高気温40℃を記録した。1985年1月10日には最低気温-24℃を記録している。年間平均気温は10.5℃である。
| 月              | 1月  | 2月  | 3月 | 4月  | 5月  | 6月  | 7月  | 8月  | 9月  | 10月 | 11月 | 12月 | 年間 |
| --------------- | ---- | ---- | --- | ---- | ---- | ---- | ---- | ---- | ---- | ---- | ---- | ---- | ---- |
| 月最高気温 (°C) | 5.3  | 7.5  | 12  | 15.4 | 20.2 | 23.2 | 26.1 | 25.8 | 21.4 | 15.7 | 9.2  | 6    | 15.7 |
| 月最低気温 (°C) | -1.7 | -0.9 | 1.2 | 3.2  | 7.7  | 10.7 | 12.7 | 12.5 | 9.5  | 6.1  | 1.7  | -0.2 | 4.3  |
| 月平均気温 (°C) | 1.8  | 3.3  | 6.6 | 9.3  | 14   | 17   | 19.4 | 19.2 | 15.5 | 10.9 | 5.5  | 2.9  | 10.5 |
| Source :        |      |      |     |      |      |      |      |      |      |      |      |      |      |

## 経済
住民の多数がサービス業に従事する。医療、教育、小売、物流、金融などである。

## 文化
ドルはフランスの歴史と芸術のまちに登録されている。1993年、市は113ヘクタールの保護地区を指定した。ドルの文化遺産は、旧市街にある典型的な狭い路地（15世紀から18世紀の住宅が並ぶ）、教会周辺が特徴である。
- ノートルダム教会
- オテル・デュー（病院）
- パレ・ド・ジュスティス（裁判所）
- サンタンドレ砦跡
- ロマン橋
- アラン門

## 出身者
- ジャン＝ドニ・アティレ
- ルイ・パストゥール

## 姉妹都市
- タザ、モロッコ
- ラール/シュヴァルツヴァルト、ドイツ
- セストリ・レヴァンテ、イタリア
- カーロウ、アイルランド
- コストロマ、ロシア